# Drepananthus kingii
Drepananthus kingii là loài thực vật có hoa thuộc họ Na. Loài này được Sijfert Hendrik Koorders mô tả khoa học đầu tiên năm 1898 trên cơ sở mô tả trước đó của  Jacob Gijsbert Boerlage. Năm 2010 Surveswaran S. et al. chuyển nó sang chi  Drepananthus.

## Phân bố
Sulawesi (Indonesia).